# Darogha Ubbas Alli
Darogha Ubbas Alli (aka Darogha Abbas Ali) byl indický inženýr a fotograf z 19. století.

## Životopis
Po svém odchodu do důchodu jako obecní inženýr v Lakhnaú, hlavním městě indického státu Uttarpradéš, začal Alli v 70. letech 19. století fotografovat město a jeho okolí. V roce 1874 publikoval padesát z těchto fotografií v albu s názvem The Lucknow Album. V roce 1880 vydal další fotografické album s názvem An Illustrated Historical Album of Rajas and Taaluqdars of Oudh, obsahující snímky šlechty z Oudhu.

## Galerie

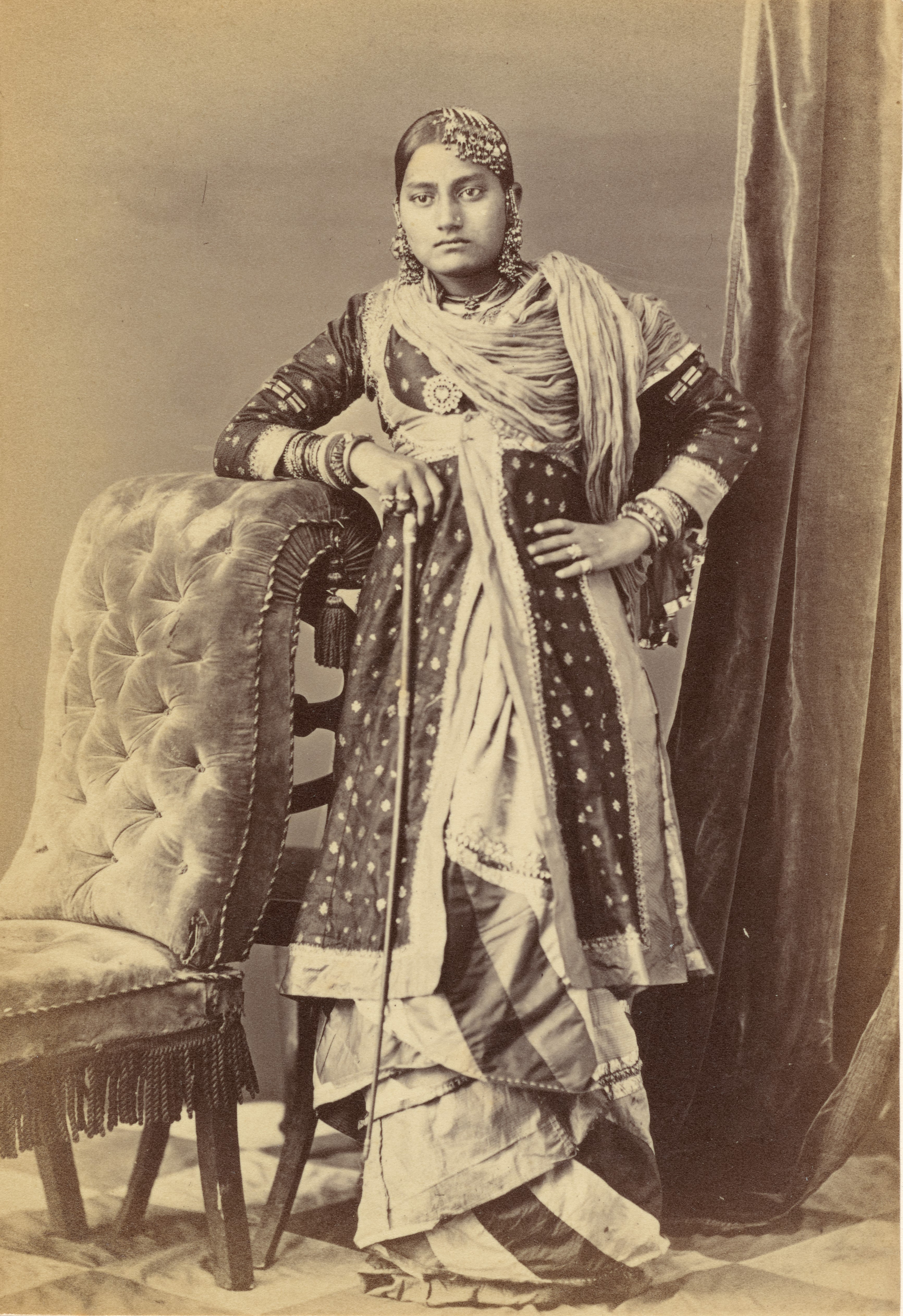
Tanečnice, studiová portrétní fotografie, Kalkata, 1874
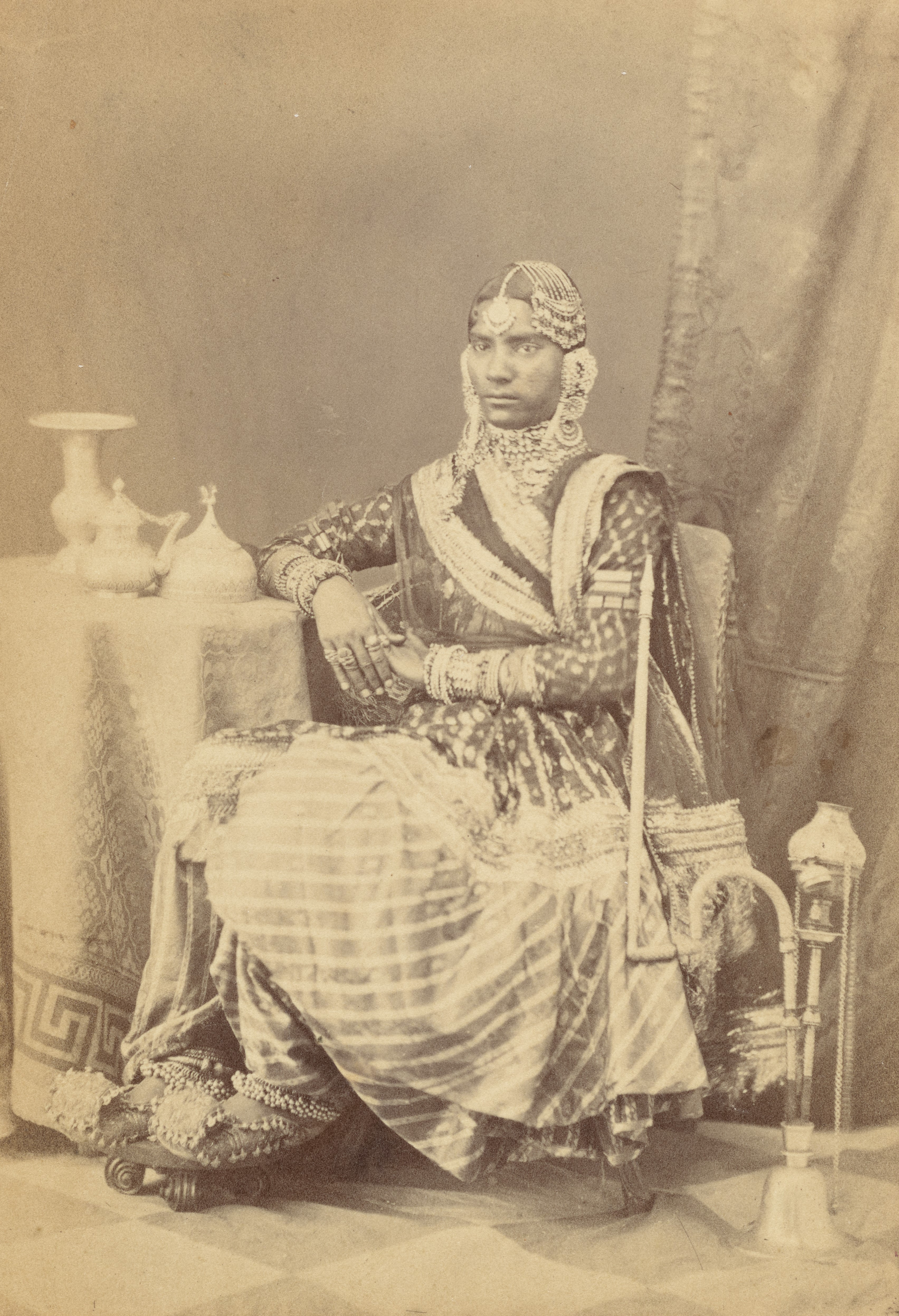
Studiová portrétní fotografie
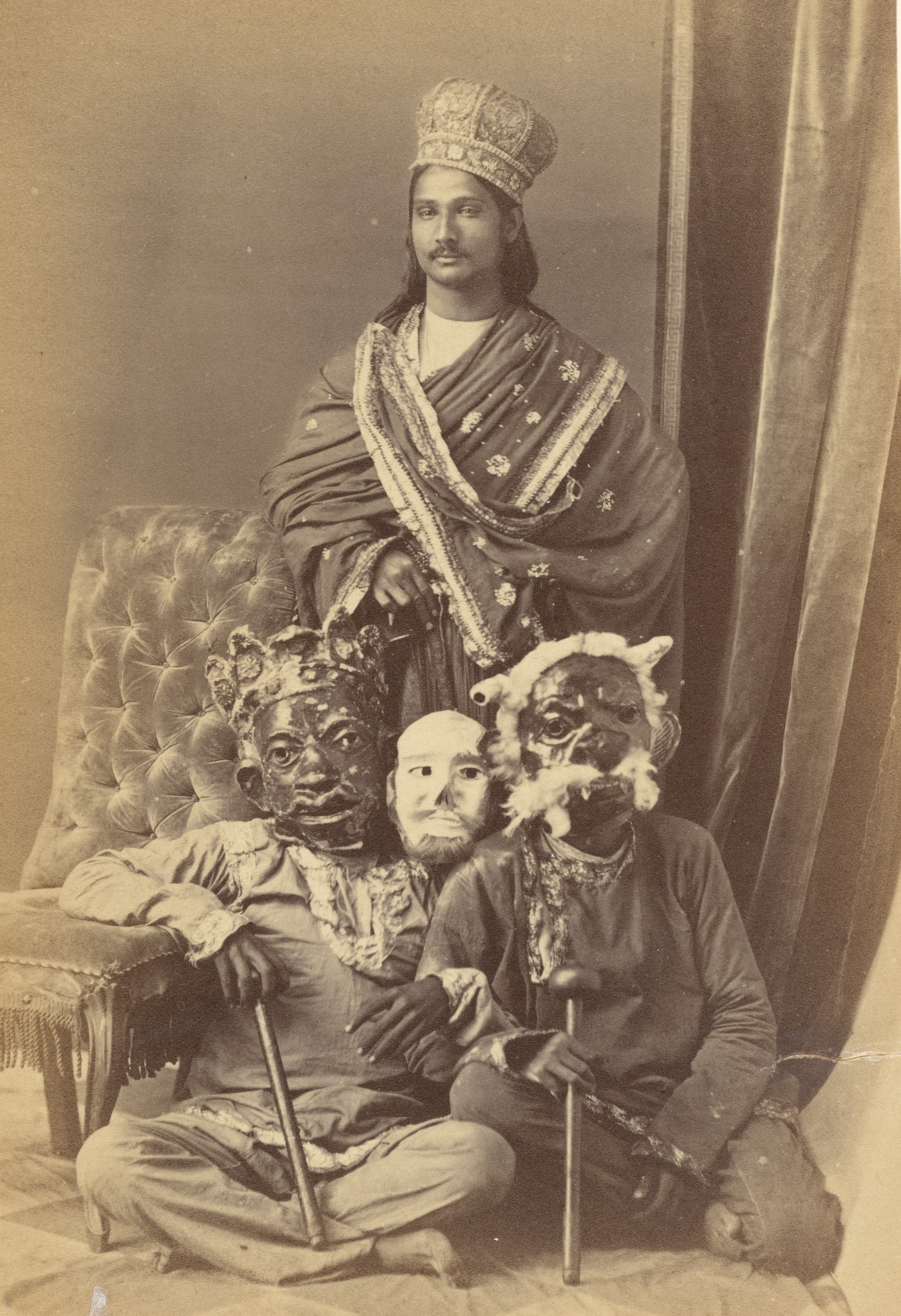
Studiová portrétní fotografie
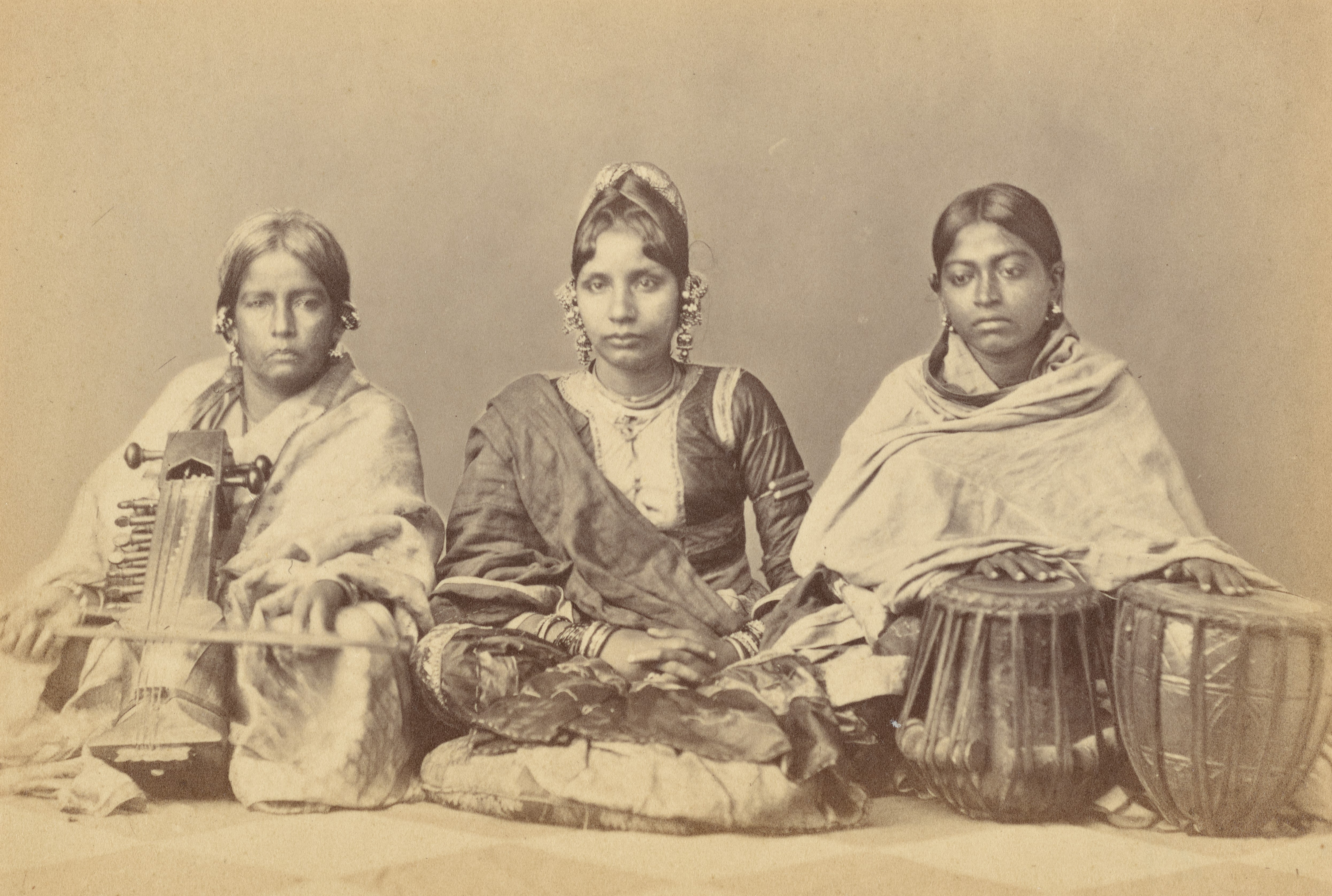
Studiová portrétní fotografie
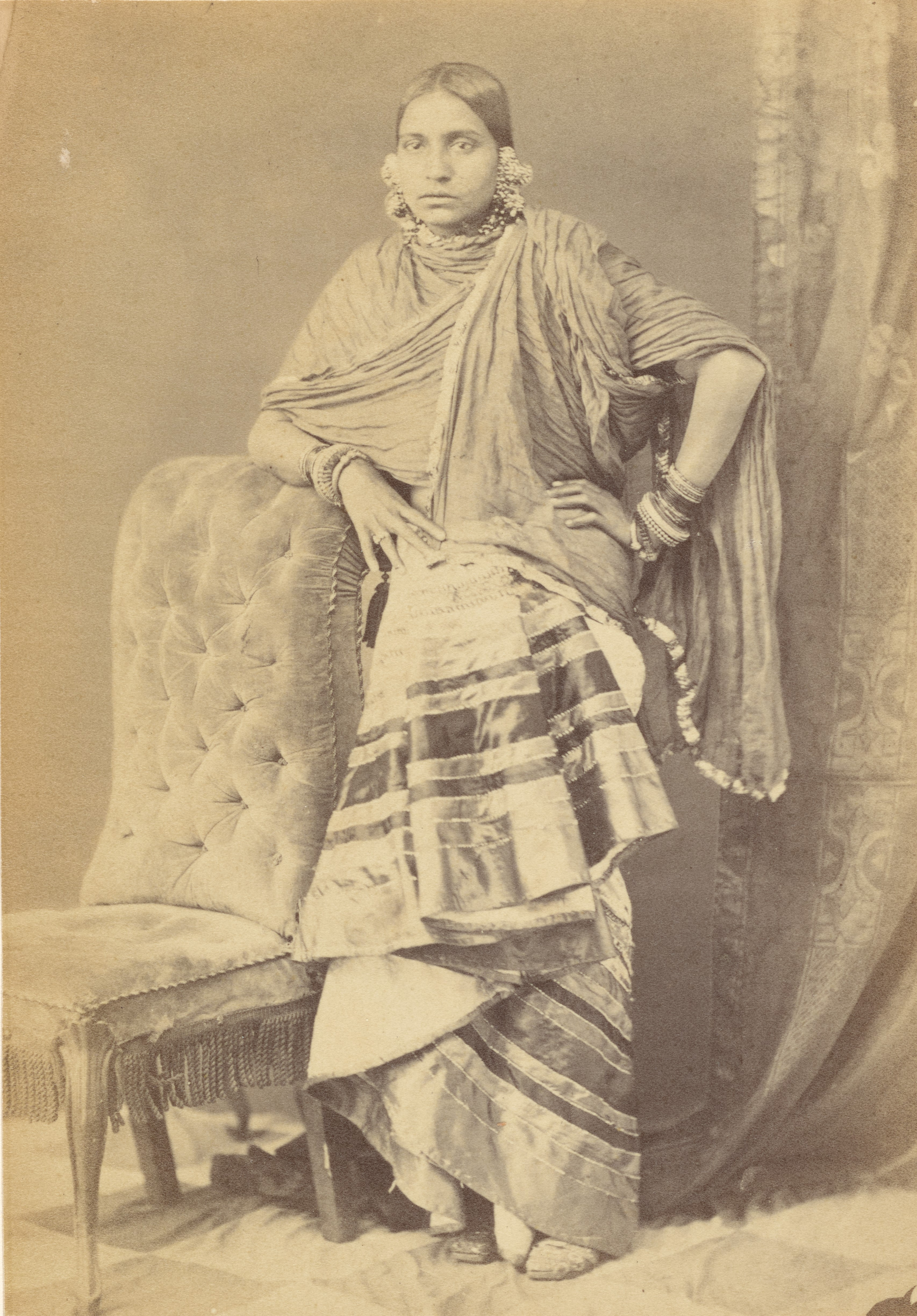
Studiová portrétní fotografie
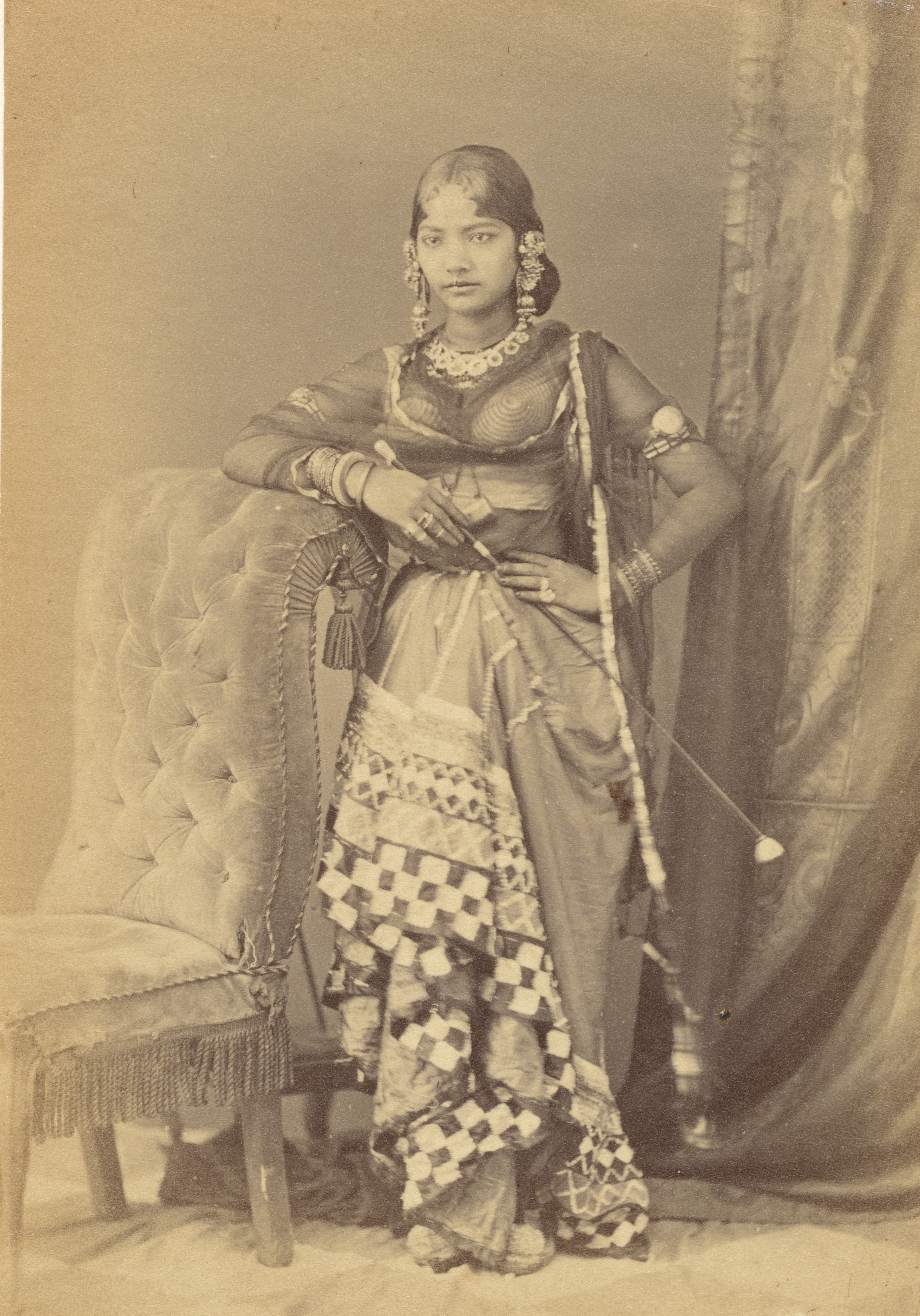
Studiová portrétní fotografie
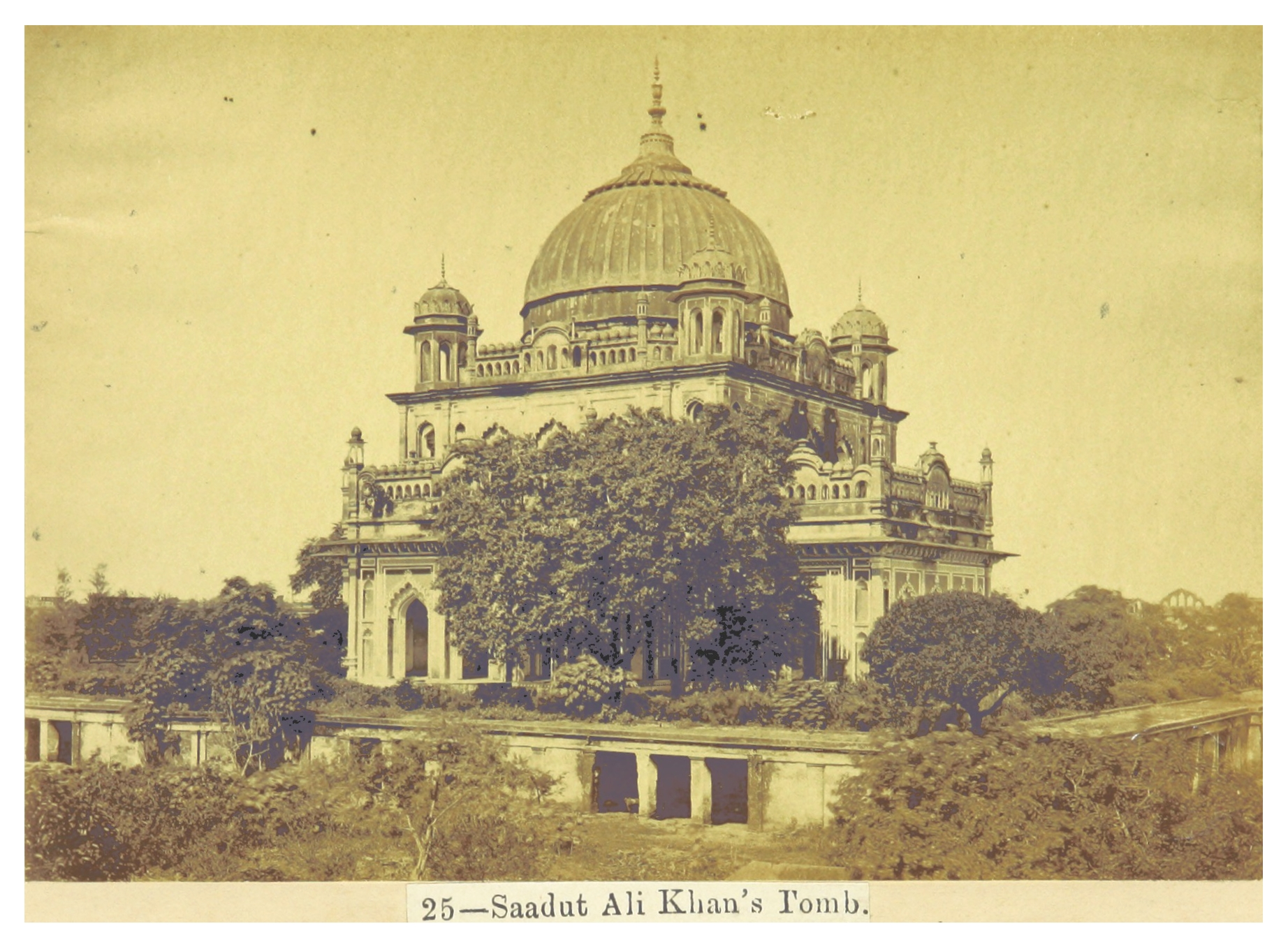
Hrobka Sáduta Alího Khána
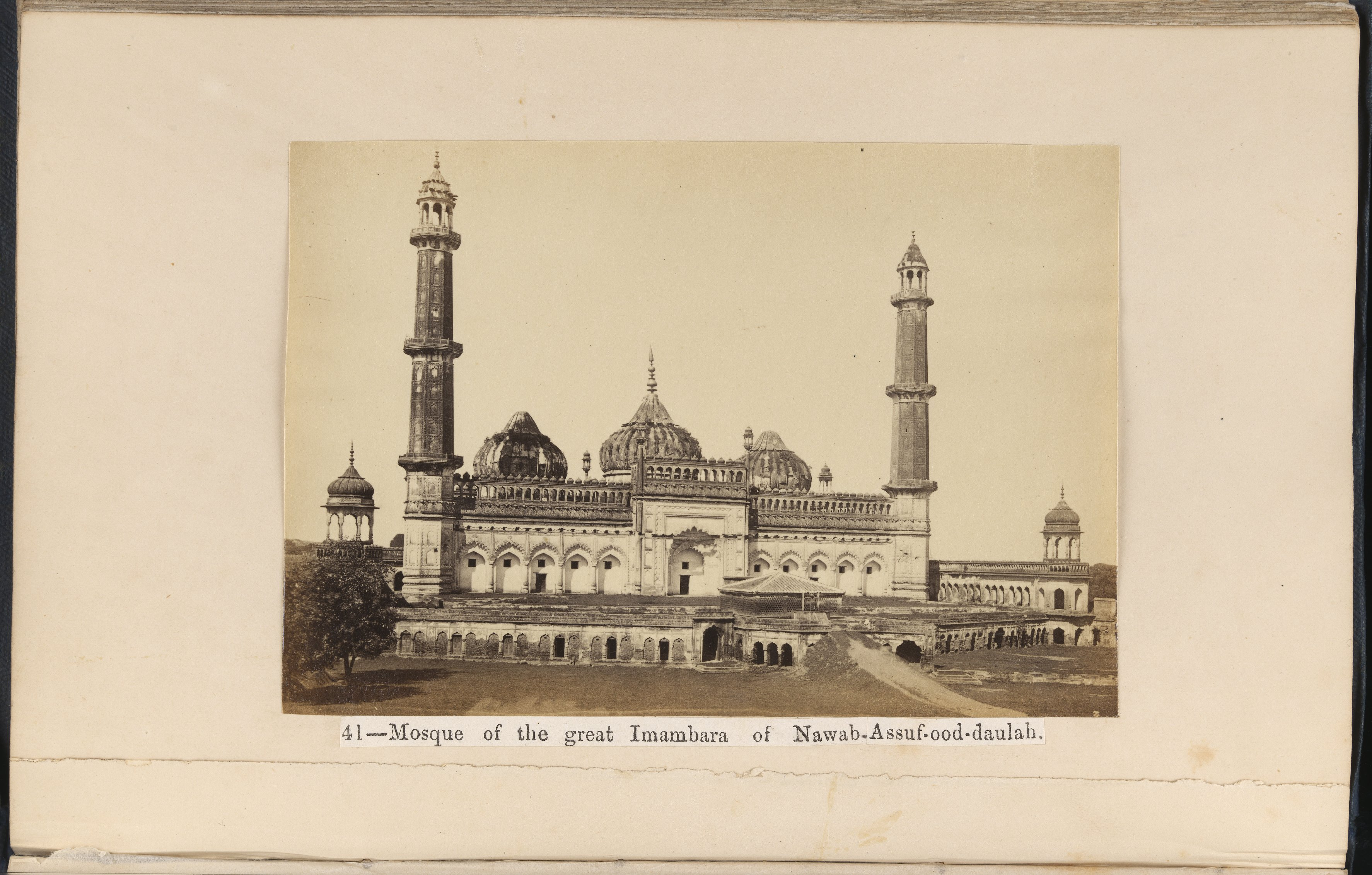
Mešita Imambara Nawab-Assuf-ood-daulah